# Kyōtanabe
Kyōtanabe (japanisch 京田辺市, -shi) ist eine japanische Stadt im Süden der Präfektur Kyōto.

## Geographie
Kyōtanabe liegt südlich von Kyōto und nördlich von Nara.

## Geschichte
Die Stadt Kyōtanabe wurde am 1. April 1997 gegründet.

## Verkehr
- Straße
  - Nationalstraße 1, Richtung Tokio oder Osaka
  - Nationalstraße 24,397
- Zug
  - Kintetsu-Kyōto-Linie
  - JR-Katamachi-Linie

## Angrenzende Städte und Gemeinden
- Präfektur Kyōto
  - Yawata
  - Jōyō
  - Ide
  - Seika
- Präfektur Osaka
  - Hirakata
- Präfektur Nara
  - Ikoma

## Persönlichkeiten
- Yuki Tanabe (* 1989), Handballspielerin
- Akinari Kawazura (* 1994), Fußballspieler
- Momo Hirai (* 1996), Sängerin und Tänzerin

## Weblinks

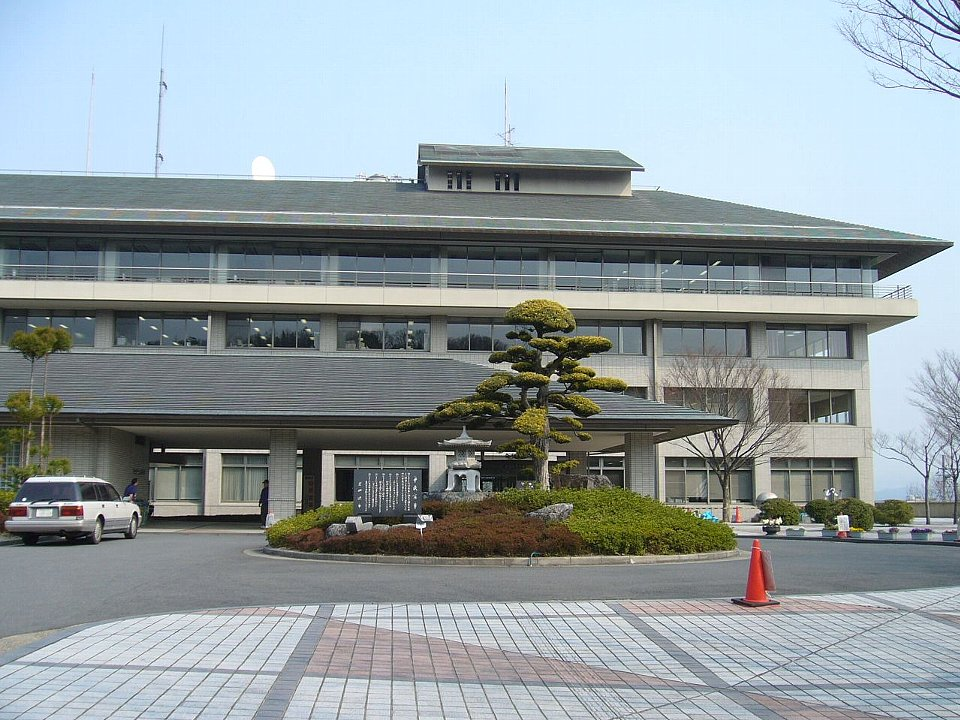
Rathaus von Kyōtanabe